# Galium compactum
Galium compactum är en måreväxtart som beskrevs av Friedrich Ehrendorfer och Mcgill.. Galium compactum ingår i släktet måror, och familjen måreväxter. Inga underarter finns listade i Catalogue of Life.